# Düstere Legenden
Düstere Legenden (Originaltitel Urban Legend) ist ein Slasher-Film von Jamie Blanks aus dem Jahr 1998.

## Handlung
Michelle Mancini ist während eines nächtlichen Gewitters mit dem Auto unterwegs. An einer Tankstelle begegnet sie dem stotternden Tankwart Michael McDonald, der sie wegen ihrer Kreditkarte ans Telefon bittet, wo sie sich aber von ihm bedroht fühlt. Als Michelle wegläuft, versucht er sie mit den Worten „da ist jemand auf Ihrem Rücksitz!“ zu warnen, aber die junge Frau hört ihn nicht und wird wenige Augenblicke später mit einer Axt erschlagen.
Während Sasha an der Pendleton University eine Radio-Talkshow moderiert, erzählt ihr Freund Parker die Geschichte von einem Psychologie-Professor, der vor 25 Jahren in der Stanley Hall reihenweise Studenten ermordete. Brenda ruft deshalb vor dem alten Gebäude fünfmal „Bloody Mary“, um die Toten zu wecken. Sie und ihre Freundin Natalie hören tatsächlich Schreie, aber die kommen von Damon Brooks, der ihnen einen Streich spielt. In ihrem Zimmer erwischt Natalie ihre Mitbewohnerin Tosh beim Sex, die der Gothic-Szene angehört und Lithium-Pillen schluckt.
Professor Wexler hält an der Universität eine Vorlesung über „Düstere Legenden“. Er erzählt seinen Studenten die Legende von der Babysitterin, die einen Telefonanruf aus dem Haus bekam. Brenda wird nach vorne geholt, weil sie über das klingelnde Handy des Professors lacht. Sie soll nun „Pop Rocks“ essen und Cola trinken, was einem weiteren Mythos zufolge dazu führt, dass Magen und Darm platzen, wie es die Studenten aus der Werbung mit Mikey kennen. Damon übernimmt die Aufgabe und simuliert einen Zusammenbruch.
Während der Zeitungsreporter Paul mit der Schlagzeile „Lunatic on Campus“ (Verrückter auf dem Campus) für Unruhe sorgt, berichten die TV-Nachrichten über Michelles Tod. Während Natalie in Fotos blättert, die zeigen, dass sie die Verstorbene aus der gemeinsamen Zeit an der Mountain Lake High School kannte, kommt Damon zu ihr und überredet sie zu einem Ausflug.
Sie fahren in den Wald, wo Damon erzählt, dass seine damalige Freundin verstorben sei und er Natalies Situation verstehen kann und nun vergeblich versucht, Natalie näher zu kommen. Er geht zum Pinkeln in den Wald, wo er von hinten überfallen wird. Ein Unbekannter in einer schwarzen Kapuzenjacke erschreckt Natalie. Als sie losfährt, stranguliert sie den über ihr an einem Seil hängenden Damon. Doch als sie mit der Uni-Polizistin Reese an den Tatort zurückkehrt, sind die Leiche und alle Spuren verschwunden.
Ihre Kommilitonen glauben ihr nicht, weil Damon gerne Streiche spielt. Doch einer erinnert sich an eine düstere Legende, die Wexler einmal erzählte. Nun erkennt Natalie auch in Michelles Tod das Muster einer solchen Legende.
Sie versucht vergeblich, Damon in dem Ort, wo er sich am Wochenende angeblich zum Snowboarden aufhält, zu erreichen. In der Bibliothek besorgt sie sich die „Encyclopedia of urban legends“, die zuletzt von Damon ausgeliehen wurde. Sasha weist sie auf ein Bandenritual hin, bei dem jeder, der mit Scheinwerfern aufblinkt, ermordet wird.
Tosh lernt im Chat jemanden kennen, der ihr sagt, dass er sich in ihrem Zimmer befindet. Dort tötet er sie. Als Natalie das dunkle Zimmer betritt, misst sie den Geräuschen wegen der vorherigen Sex-Szene keine große Bedeutung bei. Am nächsten Morgen findet sie Toshs Leiche und eine blutige Botschaft an der Wand: „Aren't you glad you didn’t turn the light on“ (Bist du nicht froh, dass du das Licht nicht eingeschaltet hast?). Reese und der Dekan glauben jedoch an einen makaberen Selbstmord.
Paul, der inzwischen über die Verbindung zwischen Natalie und Michelle Bescheid weiß, bietet der nervösen Studentin seine Hilfe an. In seinem Redaktionsbüro erkennt Natalie durch einen Zettel an der Pinnwand, dass heute der 25. Jahrestag des Massakers in der Stanley Hall ist. Weitere Recherchen sind jedoch nicht möglich, weil in der Chronik ausgerechnet der Band zu jenem Jahr (1973) fehlt. Ein mysteriöser Raumpfleger verweist die beiden Jugendlichen auf Professor Wexler.
Sie dringen in sein Büro ein. In einer versteckten Kammer entdeckt Natalie die berüchtigte Kapuzenjacke und eine Axt. In diesem Moment kommt der Professor herein. Wexler, der die Axt als Requisit bezeichnet, bringt die Übeltäter zum Dekan. Adams weist auf eine in Natalies Studentenakte vermerkte Bewährungsstrafe wegen grober Fahrlässigkeit hin. Paul, der nun bei der Zeitung gekündigt ist, versucht vergeblich, mehr darüber zu erfahren.
Von einem Fenster aus sieht Natalie eine Gestalt in der dunklen Jacke im Schwimmbad, aber darin steckt ein harmloses Mädchen. Danach verrät sie Brenda, was ihr damals zusammen mit Michelle widerfahren ist. Die beiden jungen Frauen waren nachts im Auto unterwegs, als Michelle auf die Idee kam, einen Streich im Sinne der Scheinwerfer-Legende zu spielen. Sie verfolgte ständig aufblinkend ein anderes Auto, dessen Fahrer die Kontrolle über seinen Wagen verlor und starb.
Brenda überredet Natalie, die seit dem damaligen Geschehen von Gewissensbissen geplagt ist, zu einer Party. Paul entdeckt währenddessen beim Aufräumen seines Büros einen alten Zeitungsbericht, aus dem er erfährt, dass William Wexler der einzige Überlebende des Massakers in der Stanley Hall am 24. April 1973 war. Der Dekan wird, nachdem er eine Informationssperre verhängt hat, von dem unbekannten Mörder im Parkhaus am Knöchel verletzt. Blutend versucht er wegzukriechen, wird dabei jedoch von seinem eigenen Auto überrollt und auf den Zacken an der Ausfahrt aufgespießt.
Bei der Party zeigt Paul Natalie den Zeitungsbericht und erzählt ihr von seinem Verdacht, dass die Universität das Massaker vertuscht. Brenda ist enttäuscht, als sie sieht, wie sich die beiden küssen. Auf Pauls Warnung, die Party abzubrechen, reagiert Parker, indem er ihn der Lächerlichkeit preisgibt. Kurz danach erhält der selbstbewusste junge Mann jedoch einen unheimlichen Anruf: „Heute Nacht stirbst du.“ Die Stimme, die sich unter Damons Telefonnummer meldet, spricht von der Legende mit dem Hund in der Mikrowelle. Parker sieht in der Küche genau dies und wird auf der Toilette ermordet.
Der anonyme Mörder dringt in Sashas Studio ein. Natalie hört die Hilfeschreie der fliehenden Moderatorin über das Radio, aber ihr Kommilitone hält das für eine Inszenierung. Auch Reese, die nach einer blutigen Entdeckung in Wexlers Büro vergeblich einen Notruf versuchte, hört die verzweifelte Sasha im Autoradio. Nachdem Natalie gesehen hat, wie der Mörder Sasha in ihrem Studio erschlägt, fährt sie zusammen mit Paul und Brenda weg. Reese, die die Leiche findet, macht sich ebenfalls auf den Weg.
Die drei Jugendlichen fahren zur Tankstelle. Während Paul drinnen telefoniert, hören die Mädchen ein Klingeln aus dem Kofferraum und entdecken dort die Ursache des rätselhaften Gestanks – Wexlers Leiche. Da der Verdacht auf Paul fällt, fliehen sie durch den Wald, wobei Brenda verschwindet. Natalie steigt bei dem vorbeifahrenden Raumpfleger ein. Als sie in seinem Auto die schwarze Jacke sieht, gerät sie erneut in Panik, aber dann taucht der Mörder hinter ihnen auf und drängt sie aufblinkend von der Straße.
Natalie flieht und versucht, einen Notruf zu starten, als sie aus der Stanley Hall Schreie hört. In einem Zimmer des verfallenen Gebäudes findet sie die Leichen von Parker, Adams und Damon. Nebenan liegt Brenda zwischen brennenden Kerzen auf dem Bett.
Sie überwältigt und fesselt Natalie und kehrt mit der berüchtigten Jacke ins Zimmer zurück. Sie offenbart ihrer entsetzten Kommilitonin, dass David Evans, der Autofahrer, den Natalie und Michelle auf dem Gewissen haben, ihr Freund war. Da ihr Geliebter durch eine düstere Legende starb, inszenierte sie die Mordserie entsprechend. Nun will sie an Natalie die Legende des Nierenklaus verwirklichen.
Doch als sie mit dem Aufschlitzen beginnt, kommt Reese herein. Brenda attackiert die Polizistin mit einem Messer und bedroht Natalie mit der erbeuteten Pistole. In diesem Moment betritt auch noch Paul das Zimmer und unterbricht das Geschehen. Reese schießt mit einer zweiten Pistole auf Brenda, die an dem Schuss stirbt – scheinbar. Denn als Natalie und Paul mit dem Auto wegfahren, taucht Brenda auf dem Rücksitz mit einer Axt auf. Nach einem Kampf stürzt sie von der Brücke in den Fluss.
Im Epilog erzählen die Studenten der nächsten Generation diese Geschichte als eine „düstere Legende“. Brendas Leiche wurde angeblich nie gefunden. Abschließend sieht man Brenda, wie sie bei den Studenten sitzt.

## Kritik
Lexikon des internationalen Films: „Ein Horrorfilm, der seine diversen Mordfälle zu einer recht spannenden Handlung vereint. Dabei verlässt er zu keinem Moment die üblichen Genre-Konventionen und fällt höchstens durch seine zahlreichen drastischen Gewalttätigkeiten auf.“

## Auszeichnungen
Alicia Witts Leistung brachte ihr eine Nominierung für den Saturn Award für die „Beste Leistung von einem jüngeren Schauspieler/Schauspielerin“ bei der Academy of Science Fiction, Fantasy & Horror Films, USA.

## Hintergrund
Der Film kostete etwa 14 Millionen US-Dollar. Weltweit spielte er über 72 Millionen US-Dollar an den Kinokassen ein.
Der Film wurde komplett in Kanada gedreht. Als Kulisse diente u. a. die Trent University in Peterborough.

### Synchronisation
Die deutsche Synchronfassung entstand bei der PPA Film GmbH Pierre Peters-Arnolds, München. Pierre Peters-Arnolds schrieb das Dialogbuch und führte Regie.
| Rolle                | Darsteller        | Synchronsprecher         |
| -------------------- | ----------------- | ------------------------ |
| Natalie Simon        | Alicia Witt       | Stefanie von Lerchenfeld |
| Brenda Bates         | Rebecca Gayheart  | Melanie Manstein         |
| Paul Gardener        | Jared Leto        | Matthias von Stegmann    |
| Parker Riley         | Michael Rosenbaum | Alexander Brem           |
| Sasha Thomas         | Tara Reid         | Julia Haacke             |
| Reese Wilson         | Loretta Devine    | Katerina Jacob           |
| Damon Brooks         | Joshua Jackson    | Dirk Meyer               |
| Prof. William Wexler | Robert Englund    | Ulrich Frank             |
| Dekan Adams          | John Neville      | Thomas Reiner            |
| Raumpfleger          | Julian Richings   | Ekkehardt Belle          |
| Tosh Ganeri          | Danielle Harris   | Claudia Lössl            |
| Michael McDonnell    | Brad Dourif       | Pierre Peters-Arnolds    |

## Fortsetzungen
Zu diesem Film gibt es zwei Fortsetzungen. Im Jahr 2000 entstand Düstere Legenden 2 und 2005 folgte der dritte Teil Düstere Legenden 3, der direkt auf DVD erschien.

## Neuverfilmung
Eine im Februar 2020 angekündigte Neuverfilmung des Filmes, bei der moderne Elemente wie Videoplattformen und die sozialen Netzwerke in die Handlung einfließen sollen, befindet sich seitdem in der Entwicklung. Colin Minihan soll das Drehbuch schreiben und die Regie übernehmen.

## Sonstiges
Als Damon (Joshua Jackson) im Auto das Radio anmacht, läuft der Titelsong zur Serie Dawson’s Creek. Hier hat er ebenfalls mitgespielt.